# 생방송 공짜로 드립니다
《생방송 공짜로 드립니다》는 1998년에 방송되었던 예능 정보 프로그램이다.